# Préchac (Gironde)
Préchac település Franciaországban, Gironde megyében. Lakosainak száma 1059 fő (2022. január 1.). Préchac Uzeste, Cazalis, Lucmau, Pompéjac, Villandraut, Saint-Léger-de-Balson és Bourideys községekkel határos.

## Népesség
A település népességének változása:
| Lakosok száma | 1050 | 953  | 985  | 1011 | 1046 | 1024 | 1010 | 1003 | 1022 | 1059 |
|               | 1968 | 1982 | 1990 | 2006 | 2013 | 2015 | 2017 | 2019 | 2020 | 2022 |